# Grand Prix Formule 1 van Groot-Brittannië 1987
De Grand Prix Formule 1 van Groot-Brittannië 1987 werd gehouden op 12 juli 1987 op Silverstone.

## Verslag

### Kwalificatie
De Honda-wagens domineerden de kwalificatie: Nelson Piquet versloeg zijn teammaat Nigel Mansell met slechts een tiende van een seconde. Ayrton Senna stond in de Lotus op de derde plaats terwijl de McLaren van Alain Prost vanop de vierde plaats vertrok. Tijdens de kwalificatie viel de Ligier van Piercarlo Ghinzani stil zonder benzine: zijn mecaniciens tankten bij op de baan maar de stewards besloten dat dit onreglementair was en sloten Ghinzani uit voor de rest van het weekend.

### Race
Bij de start raakte Prost het snelste weg en nam de leiding. In de tweede bocht werd hij echter opnieuw bijgehaald door Piquet, gevolgd door Mansell. De race werd hierop een duel tussen beide Williams-wagens, doordat Senna en Prost hen niet kon volgen. Piquet leidde het grootste gedeelte van de race en had in de 45ste ronde al 20 seconden voorsprong. Mansell kwam echter snel terug, mede dankzij de versleten banden van Piquet, waardoor hij het gat snel kon dichten binnen de vijftien ronden. In de 63ste ronde ging de Brit Piquet voorbij en won de race. In de uitloopronde viel Mansell nog zonder benzine.

## Uitslag
| Positie | Nummer | Rijder             | Team                   | Ronden | Tijd/Opgave         | Startplaats | Punten |
| ------- | ------ | ------------------ | ---------------------- | ------ | ------------------- | ----------- | ------ |
| 1       | 5      | Nigel Mansell      | Williams-Honda         | 65     | 1:19:11.780         | 2           | 9      |
| 2       | 6      | Nelson Piquet      | Williams-Honda         | 65     | + 1.918             | 1           | 6      |
| 3       | 12     | Ayrton Senna       | Lotus-Honda            | 64     | + 1 Ronde           | 3           | 4      |
| 4       | 11     | Satoru Nakajima    | Lotus-Honda            | 63     | + 2 Rondes          | 12          | 3      |
| 5       | 17     | Derek Warwick      | Arrows-Megatron        | 63     | + 2 Rondes          | 13          | 2      |
| 6       | 19     | Teo Fabi           | Benetton-Ford          | 63     | + 2 Rondes          | 6           | 1      |
| 7       | 20     | Thierry Boutsen    | Benetton-Ford          | 62     | + 3 Rondes          | 5           |        |
| 8 (1)   | 3      | Jonathan Palmer    | Tyrrell-Ford           | 60     | + 5 Rondes          | 23          |        |
| 9 (2)   | 14     | Pascal Fabre       | AGS-Ford               | 59     | + 6 Rondes          | 25          |        |
| NF      | 4      | Philippe Streiff   | Tyrrell-Ford           | 57     | Motor               | 22          |        |
| NC      | 9      | Martin Brundle     | Zakspeed               | 54     | Niet geklasseerd    | 17          |        |
| NF      | 1      | Alain Prost        | McLaren-TAG            | 53     | Motor               | 4           |        |
| NF      | 27     | Michele Alboreto   | Ferrari                | 52     | Ophanging           | 7           |        |
| NF      | 18     | Eddie Cheever      | Arrows-Megatron        | 45     | Motor               | 14          |        |
| NF      | 23     | Adrián Campos      | Minardi-Motori Moderni | 34     | Benzinesysteem      | 19          |        |
| NF      | 21     | Alex Caffi         | Osella-Alfa Romeo      | 32     | Motor               | 20          |        |
| NF      | 10     | Christian Danner   | Zakspeed               | 32     | Versnellingsbak     | 18          |        |
| NF      | 7      | Riccardo Patrese   | Brabham-BMW            | 28     | Turbo               | 11          |        |
| NF      | 2      | Stefan Johansson   | McLaren-TAG            | 18     | Motor               | 10          |        |
| NF      | 24     | Alessandro Nannini | Minardi-Motori Moderni | 10     | Motor               | 15          |        |
| NF      | 8      | Andrea de Cesaris  | Brabham-BMW            | 8      | Turbo               | 9           |        |
| NF      | 28     | Gerhard Berger     | Ferrari                | 7      | Ongeluk             | 8           |        |
| NF      | 30     | Philippe Alliot    | Larrousse-Ford         | 7      | Versnellingsbak     | 21          |        |
| NF      | 25     | René Arnoux        | Ligier-Megatron        | 3      | Elektrisch probleem | 16          |        |
| NF      | 16     | Ivan Capelli       | March-Ford             | 3      | Ongeluk             | 24          |        |
| DQ      | 26     | Piercarlo Ghinzani | Ligier-Megatron        | 0      | Gediskwalificeerd   | 26          |        |

- De nummers tussen haakjes zijn de plaatsen voor de Jim Clark-trofee.

## Statistieken
| Pole-position | Nelson Piquet | Williams-Honda | 1:07.110 |
| Snelste ronde | Nigel Mansell | Williams-Honda | 1:09.832 |

## Noot
- Dit was de tiende Grand Prix-winst voor Nigel Mansell.

1926 · 1927 · 1948 · 1949 · 1950 · 1951 · 1952 · 1953 · 1954 · 1955 · 1956 · 1957 · 1958 · 1959 · 1960 · 1961 · 1962 · 1963 · 1964 · 1965 · 1966 · 1967 · 1968 · 1969 · 1970 · 1971 · 1972 · 1973 · 1974 · 1975 · 1976 · 1977 · 1978 · 1979 · 1980 · 1981 · 1982 · 1983 · 1984 · 1985 · 1986 · 1987 · 1988 · 1989 · 1990 · 1991 · 1992 · 1993 · 1994 · 1995 · 1996 · 1997 · 1998 · 1999 · 2000 · 2001 · 2002 · 2003 · 2004 · 2005 · 2006 · 2007 · 2008 · 2009 · 2010 · 2011 · 2012 · 2013 · 2014 · 2015 · 2016 · 2017 · 2018 · 2019 · 2020 · 2021 · 2022 · 2023 · 2024 · 2025 · 2026 · 2027 · 2028 · 2029 · 2030 · 2031 · 2032 · 2033 · 2034